# Jairo Morillas
Jairo Morillas Rivero (Gilena, Sevilla, Andalucía, España, 2 de julio de 1993) es un futbolista español que juega como delantero en el Salerm Cosmetics Puente Genil F.C., equipo que milita en Tercera RFEF.

## Trayectoria
Nacido en Gilena, Sevilla, Andalucía, Morillas jugó en la instalación juvenil del Sevilla F. C. Hizo su debut en su último año con el equipo-C en la temporada 2009-10 en Tercera División, con solo 16 años de edad. Fue ascendido al filial en 2010, pasó varias temporadas en Segunda División B.
El 3 de julio de 2013 Morillas firmó un contrato de dos años con el R. C. D. Espanyol, fue asignado filial perico también en el tercer nivel. Hizo su debut con el primer equipo en La Liga el 31 de agosto de 2014, en sustitución de Paco Montañés en el minuto 79 en una derrota 1-2 de locales ante su exequipo Sevilla. Morillas anotó su primer gol como profesional el 17 de diciembre, en una victoria en casa ante el Deportivo Alavés, por la Copa del Rey de la temporada. El 29 de julio de 2015 se llegó a un acuerdo, para que el jugador jugase cedido una temporada en el Girona F. C.
En 2019 fichó por el C. D. Badajoz durante una temporada. Sin embargo, en el mercado invernal fichó por el C. D. Ebro. De cara a la temporada 2021-22 se unió al Salamanca C. F. UDS. Allí completó la primera parte de esta y en enero de 2022 se marchó a la U. E. Cornellà.
El 17 de agosto de ese año, la misma semana que empezaba la Premier League de Malta, firmó por el Hibernians F. C.

## Selección nacional
En 2011 disputó tres partidos con la selección de fútbol sub-18 de España marcando un gol.

## Clubes
| Club                    | País   | Año       |
| ----------------------- | ------ | --------- |
| Sevilla F. C. "C"       | España | 2009-2010 |
| Sevilla Atlético        | España | 2010-2013 |
| R. C. D. Espanyol "B"   | España | 2013-2015 |
| Girona F. C.            | España | 2015-2016 |
| C. D. Numancia de Soria | España | 2016-2017 |
| R. C. D. Espanyol       | España | 2017-2018 |
| V-Varen Nagasaki        | Japón  | 2018-2019 |
| C. D. Badajoz           | España | 2019-2020 |
| C. D. Ebro              | España | 2020-2021 |
| Salamanca C. F. UDS     | España | 2021-2022 |
| U. E. Cornellà          | España | 2022      |
| Hibernians F. C.        | Malta  | 2022-     |